# 黄盆花
黄盆花（学名：Scabiosa ochroleuca）为忍冬科蓝盆花属下的一个物種，原產於歐洲與西亞地帶。